# Svirkovo
Svirkovo (bulgariska: Свирково) är ett distrikt i Bulgarien.   Det ligger i kommunen Obsjtina Simeonovgrad och regionen Chaskovo, i den centrala delen av landet, 230 km öster om huvudstaden Sofia.
Trakten runt Svirkovo består till största delen av jordbruksmark. Runt Svirkovo är det ganska glesbefolkat, med 38 invånare per kvadratkilometer.